# La teoría del gato adorable del activismo digital

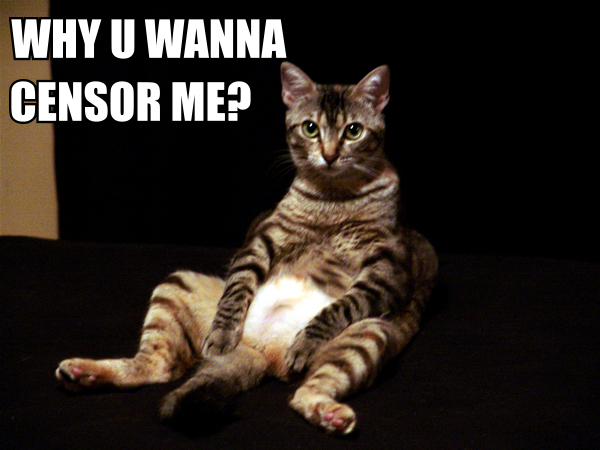
Las imágenes Lolcat son a menudo compartidas a través de las mismas redes utilizadas por activistas en línea.

La teoría del gato adorable del activismo digital es una teoría relacionada con el activismo de Internet, censura en Internet, y "gatos lindos" (un término utilizado para cualquier actividad popular en línea, pero de bajo valor) desarrollada por Ethan Zuckerman en 2008. Postula que la mayoría de las personas no están interesadas en el activismo; en cambio,  quieren utilizar la web para actividades mundanas, que incluyen navegar para ver pornografía y lolcats ("gatos lindos"). Las herramientas de interacción social o medios sociales (como Facebook, Flickr, Blogger, Twitter, y plataformas similares) son muy útiles para los activistas de movimientos sociales, quienes pueden carecer de recursos para desarrollar sus propias herramientas. Esto, por otro lado, hace a los activistas más inmunes a represalias por parte de los gobiernos que si usan plataformas dedicadas exclusivamente al activismo, porque al cerrar una plataforma pública popular provoca una protesta pública más grande que cerrando una poco conocida.

## El Internet y la censura
Zuckerman declara que la "Web 1.0 fue inventada para permitirle a los físicos el compartir artículos de investigación. La Web 2.0 fue creada para permitirle a las personas compartir imágenes de gatos lindos." Zuckerman dice que si una herramienta pasa el propósito de “gato lindo”, y es ampliamente utilizada para propósitos de bajo valor,  puede ser utilizada para activismo en línea también.
Si el gobierno escoge cerrar dichas herramientas genéricas, dañará la capacidad de la gente de “mirar gatos lindos on-line”, esparciendo la disidencia y animando la causa de los activistas.

## Modelo chino
Según Zuckerman, la censura de internet en la República Popular China, que se basa en sus propios sitios de la Web 2.0 autocensurados, es capaz de eludir el problema del gato lindo porque el gobierno le puede proporcionar a las personas acceso a este tipo de contenidos en sus sitos domésticos auto-censurados mientras bloquea el acceso a sitios occidentales, los cuales son menos populares en China que en muchos otros sitios en todo el mundo.
"Con suficientes plataformas de lectura/escritura se atraerá porno y activistas. Si no hay porno, la herramienta no funciona. Si no hay activistas, no funciona tampoco", Zuckerman ha declarado.